# Salem (Nueva York)
Salem es un pueblo ubicado en el condado de Washington en el estado estadounidense de Nueva York. En el año 2000 tenía una población de 2,702 habitantes y una densidad poblacional de 20 personas por km².

## Geografía
Salem se encuentra ubicado en las coordenadas 43°09′13″N 73°19′00″O / 43.15361, -73.31667.

## Demografía
Según la Oficina del Censo en 2000 los ingresos medios por hogar en la localidad eran de $40,227, y los ingresos medios por familia eran $45,668. Los hombres tenían unos ingresos medios de $32,821 frente a los $22,167 para las mujeres. La renta per cápita para la localidad era de $19,499. Alrededor del 5.6% de la población estaban por debajo del umbral de pobreza.